# 斯氏歐白魚
斯氏歐白魚（学名：Alburnus schischkovi）為輻鰭魚綱鯉形目雅羅魚科歐白魚屬的其中一種，被IUCN列為瀕危保育類動物，分布於歐洲黑海流域，從土耳其Resowska至保加利亞Veleka流域，體長可達21公分，棲息在礫石底質、水流湍急的溪流底中層水域，生活習性不明。

## 扩展阅读
維基物種上的相關：斯氏歐白魚